# Francesco Scuderi
Francesco Scuderi (ur. 10 lutego 1949 w Katanii) – włoski zapaśnik walczący w stylu klasycznym. Olimpijczyk z Monachium 1972, gdzie odpadł w eliminacjach w kategorii do 57 kg.